# El Mago (Tarot)

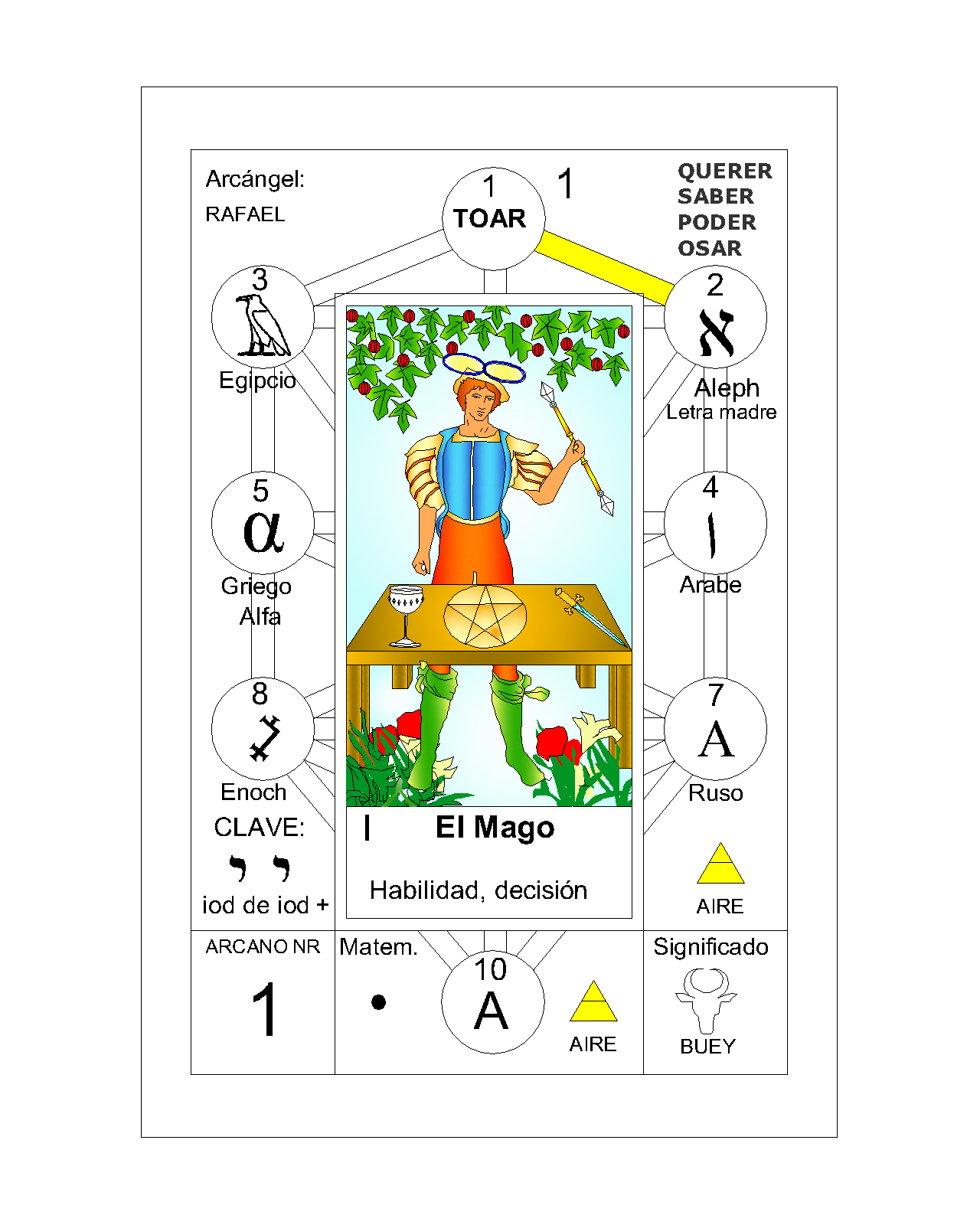
Arcano 1: El mago.

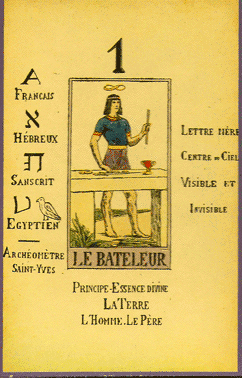
Tarot de Papus

El Mago o El Malabarista es una carta del Tarot relacionado con las leyendas del Thot Theuti del panteón egipcio, con Hermes del panteón griego y con Mercurio del panteón romano. Es el arcano número 1, según el Tarot, se asocia con el pluricosmos, con la fractura de la superfuerza inicial. En el contexto del juego de cartas, el Mago es la carta de triunfo de menor número, también conocida como atouts y honours. En el contexto de lo oculto, las cartas de triunfo se recontextualizan como los Arcanos Mayores y se les otorga un significado esotérico complejo. El Mago en tal contexto se interpreta como la primera carta numerada y la segunda total de los Arcanos Mayores, sucediendo al Loco, que no está numerado o bien se ve marcado con un 0. El Mago como objeto de estudio oculto se interpreta como un símbolo de poder, potencial y unificación de los mundos físico y espiritual.

## Descripción del Arcano
El mago es un hombre, se halla de frente con los pies firmemente asentados en el suelo y con la cabeza inclinada hacia la izquierda, lo que sugiere una acción directa predicha de suficiente reflexión. Es el naipe que contiene la naturaleza netamente masculina, tanto en sentido real (hombría, falo, etc) como esotérico (principio fundamental de acción, y no contemplación, sobre el mundo).En muchas ocasiones representa el dominio de lo real referido al control sobre los acontecimientos o dominio activo.
En la efigie de la carta, sus cabellos son blancos y dorados porque su inteligencia es fruto de su edad. En el mazo Rider-Waite, paradójicamente, es un hombre joven. El mago mira fuera de la carta hacia nuestros sueños. Su rostro refleja una perfecta espontaneidad, ni siquiera mira lo que está haciendo, su mirada está perdida en el infinito. Otras interpretaciones sugieren que se dirige a un auditorio concreto, simbolizado en este caso por el consultante o lector, lo que le confiere un sentido de comunicación, difusión, discurso y, de nuevo, acción en el mundo. El mago tiene sombrero que adopta una postura de símbolo infinito. Su ropa tiene colores simétricos (predomina el rojo y el azul). Indicando que en su personalidad, la religión y la devoción se alternan con el sentimiento y la pasión (todo bajo el control de la inteligencia). 
En el de Marsella, en forma de infinito. La banda en forma de infinito, en numerosas sociedades secretas significa iniciación, o posesión de conocimientos secretos y una sabiduría superior. El mago tiene una vara que es una especie de antena, con la cual coge uno de los sueños que le ofrece el loco, y este sueño lo pone sobre la mesa para hacerlo realidad. La vara actúa de canal o puente entre lo espiritual y lo material.
En la carta le acompaña una Mesa incompleta, en el de Marsella con tres patas. La cuarta pata no se ve porque representa "lo que no vemos" pero que está supuesta. Vemos también que una de sus piernas sustituye a esa pata desapercibida pues él mismo se funde con su trabajo. En otros tarots no se muestra toda la mesa. Suele venir acompañada igualmente de plantas en el suelo donde se percibe que es un campo. El mago trabaja con los cuatro elementos:
1. Bastos (la varita)
2. Copas (los vasitos)
3. Espadas (la daga)
4. Oros (las monedas)

La efigie, la mesa y su contenido tiene cercana relación al cuadro El Prestidigitador de El Bosco, fechado entre 1475 y 1505.

## Numerología
El número Uno en el sentido pitagórico representa la primera fuerza primordial, la existencia primigenia creadora. 

## Simbología
En palabras del psicólogo suizo Carl Gustav Jung, el Mago correspondería al arquetipo del Viejo sabio: 

El mago es sinónimo del viejo sabio, que se remonta en línea directa a la figura del hechicero de la sociedad primitiva. Es, como el Ánima, un demonio inmortal, que ilumina con la luz del sentido las caóticas oscuridades de la vida pura y simple. Es el iluminador, el preceptor y maestro, un psicopompo (conductor de almas), a cuya personificación no pudo escapar ni siquiera el «destructor de las tablas», Nietzsche, puesto que declaró portador y proclamador de su propia iluminación y éxtasis «dionisíacos» a su encarnación en Zaratustra, ese espíritu superior de una era casi homérica.
Carl Gustav Jung. Obra completa. Volumen 9/I. Los arquetipos y lo inconsciente colectivo.

Al hacer la experiencia de ese arquetipo, el hombre moderno vive la más antigua forma del pensar como una actividad autónoma, cuyo objeto es uno mismo. Otras formulaciones de la misma experiencia son Hermes Trismegisto o el Thoth de la literatura hermética, Orfeo, el Poimandres y, emparentado con éste, el Pastor de Hermas. Si no se tuviese ya un juicio previo sobre el nombre de «Lucifer», esa sería la denominación adecuada para este arquetipo. Por eso me he limitado a llamarle arquetipo del viejo sabio o del sentido. Como todos los arquetipos, éste también tiene un aspecto positivo y uno negativo.
Carl Gustav Jung. Obra completa. Volumen 9/I. Los arquetipos y lo inconsciente colectivo.

Generalmente la carta del mago es asociada con los diferentes magos y maestros espirituales clásicos de la literatura y la ficción, tales como Merlín, Gandalf y Próspero. También se le asocia con personajes más recientes que representan a guías, maestros e instructores al estilo de Dumbledore en Harry Potter u Obi-Wan Kenobi en Star Wars. En el Tarot de Anne Rice en la carta del Mago aparece Lestat, mientras en el Tarot Vikingo es el dios Tyr, En el Tarot X de CLAMP es representado por Kamui Shiro,y en el Tarot de Trinity Blood es Isaak Fernand Von Kampf
En vista de su conexión con el comercio, el hechizo en relaciones comerciales usa el Mago en asociación con el dos de Bastos y la Estrella.: 92 